# Иванников, Георгий Иванович
Гео́ргий Ива́нович Ива́нников (1908 — 1959) — советский государственный и партийный деятель, дипломат.

## Биография
Член ВКП(б) с 1929 года. С августа 1936 года учился в Промышленной академии. До этого был секретарём комитета КП(б) Туркменистана промысла Нефтедаг.
- До 1943 года — заместитель председателя СНК Туркменской ССР.
- В 1943—1946 годах — первый секретарь Ашхабадского областного комитета КП(б) Туркменистана.
- В 1949—1951 годах — советник Посольства СССР в Монголии.
- С 14 ноября 1951 по 6 ноября 1953 года — чрезвычайный и полномочный посол СССР в Монголии[1].
- В 1959 году — заведующий Отделом административных и торгово-финансовых органов ЦК КП Туркменистана.